# Gilbert Kennedy (1er Lord Kennedy)
Gilbert Kennedy de Dunure, 1er Lord Kennedy (né le 22 février 1405, mort le 27 mars 1489) fut
un noble écossais, Il est l'un des six Régents nommés au début du règne de  Jacques III d'Écosse, en 1460 après la mort de Jacques II.

## Origine
Gilbert est le fils Sir James Kennedy « le Cadet » de Dunure qui avait épousé Marie Stuart, fille du roi
Robert III d'Écosse et veuve de Georges Douglas comte d'Angus. À la suite de cette union James Kennedy est nommé par le roi le 28 janvier 1406 « Chef du nom » avec le bailliage de Carrick.
Gilbert Kennedy est le frère aîné de James Kennedy successivement évêque de Dunkeld et évêque de Saint Andrews et nommé lui aussi Gardien de l'Écosse en 1460

## Titres et fonctions
Gilbert Kennedy, est nommé 1er Lord de Kennedy entre le 27 mars 1457 et le 20 mars 1458 en complément il reçoit l'office de Gardien du Château de Lochdoun. L'office de Constable du Château de Stirling, lui est conférée en 1466. À cette époque il est toujours Régent d'Écosse, fonction dans laquelle il conforte la situation du royaume après la mort de Jacques II. Il meurt après le 6 mars 1478/1479.

## Union et postérité
Gilbert épouse Catherine Maxwell, fille d'Herbert Maxwell, 1er Lord Maxwell dont:
- John Kennedy, père de David Kennedy 1er comte de Cassilis.
- Catherine Kennedy, mère de Hugh Montgomerie, 1er comte d'Eglinton.

Il épouse en secondes noces après 1460, Isabel Ogilvy, fille de Sir Walter Ogilvy de Lintrathen et Isabelle Glen.